# León Viejo
León Viejo és el lloc on originalment es va fundar la Ciutat de León. Està inscrit a la llista del Patrimoni de la Humanitat per la UNESCO des del 2000.
Aquesta ciutat, va ser abandonada pels seus habitants per assentar-la en un altre lloc, raó per la qual se l'anomena León Viejo.